# 大台南公車0路
大台南公車0路為市區公車路線之一，由府城客運營運。主要行駛於台南市區。本路線為環形路線，起點由台南車站出發後，行經台南轉運站、河樂廣場、台南市政府、竹溪寺、成功大學，終點至台南車站。2025年8月21日起由統聯客運接駛並改制為0路生活公車。

## 歷史
- 2008年4月20日：0路開通，由高雄客運營運，至10月19日前提供民眾為期半年免費乘車優惠。
- 2010年8月26日：每逢週四六日下午五點後班次皆繞駛花園夜市。
- 2013年6月20日：由府城客運接駛繼續營運。
- 2013年7月1日：新增「南台別院」招呼站。
- 2013年7月11日：新增「二二八公園」招呼站。
- 2014年11月1日：原「誠品書局」站更名為「大東夜市」。
- 2020年2月25日：原「中國城（金華路）」站更名為「河樂廣場（金華路）」。
- 2021年9月1日：繞駛花園夜市班次新增「和緯育德路口」、「花園夜市（和緯路）」站。
- 2023年6月11日：原「勝利國小」站更名為「勝利國小、藝非凡美術館」。
- 2023年7月5日：配合開元陸橋拆除作業，改道行駛小東路、勝利路，取消停靠「開元國小」站，新增「小東路」、「成大醫院（勝利路）」、「勝利北路」站。
- 2024年6月12日：台南市政府宣布市區公車路網重整，0路市區公車將改制為生活公車路線。[2]
- 2025年8月1日：原「大潤發」站更名為「大全聯（台南店）」。
- 2025年8月21日：由統聯客運接駛繼續營運，新增「立德公園」招呼站，原「花園夜市」站更名為「花園夜市（海安路）」，原部分班次繞駛花園夜市路段調整為每班次均行經停靠。

## 路線基本資料
- 全程行車里程數：15.0公里。
- 全程行車時間：約50分。
- 行經行政區域：台南市北區、臺南市中西區、臺南市南區、臺南市東區。
- 主要行駛道路：北門路、小東路、長榮路、健康路、永華路、府前路、金華路、公園路、成功路。

### 收費
- 全票18元，半票9元。

### 路線
- 參見右側路線圖。[3][4]